# 대한민국 제7회 지방 선거 정당별 결과
이 문서는 제7회 전국동시지방선거의 정당별 결과에 대해 설명하는 문서이다.

## 개요
집권 여당인 더불어민주당은 광역자치단체장 선거에서 전통적 약세 지역으로 분류되었던 대구광역시와 경상북도 및 무소속 원희룡 지사의 지지세가 높았던 제주특별자치도를 제외한 나머지 14곳에서 승리하며 압승을 거두었다. 또한 부산광역시와 울산광역시, 경상남도에서도 최초로 민주당 출신 후보가 당선되었다. 반면, 제 1야당인 자유한국당은 대구광역시와 경상북도만을 수성하는데 그쳤고 바른미래당은 아예 단 1곳에서도 승리하지 못했다. 민주평화당은 전라도 일부 지역에서 소기의 성과를 거두었고 정의당 또한 울산광역시와 경상남도 공단 지대를 중심으로 소기의 성과를 거두었다. 보수 야당의 대참패로 인해 선거 직후 야권발 정계개편에 관한 논의가 진행되기도 했다. 가상으로 2020년 21대 총선에서 광역단체장 선거 구도에서 지역구 253석 가운데 더불어민주당은 216석 승리했고 반면 한국당은 겨우 34곳에서 그리고 무소속는 3곳에서 승리했다. 유권자가 과반이 넘는 수도권 지역구 122석 가운데 120곳에서 민주당이 승리했는데 그러나 한국당은 겨우 2곳에서 승리했는데 이는 수도권 지역구을 두고 있는 한국당 국회의원들도 21대 총선에서 비상이 걸렸다.

## 각 정당별 결과

### 더불어민주당
더불어민주당은 이번 선거에서 전례 없는 압승을 거두었다. 우선 광역자치단체장 17곳 중 14곳을 차지했다. 서울특별시장 선거에선 박원순 현 시장이 52.8% 득표율을 기록해 23.3% 득표에 그친 자유한국당 김문수 후보와  19.6% 득표에 그친 바른미래당 안철수 후보를 여유롭게 따돌리고 3선에 성공하였다. 그리고 박원순 후보는 서울 내 25개 구에서 모두 승리하였다. 서울 내에서 보수 성향이 강하다고 평가받는 강남구에서조차 박원순 후보가 40.8% 득표율을 기록해 33.1% 득표에 그친 김문수 후보와 22.3% 득표에 그친 안철수를 따돌리고 1위를 차지했다. 인천광역시장 선거에서도 박남춘 후보가 57.7% 득표율을 기록해 35.4% 득표에 그친 자유한국당 유정복 현 시장을 따돌리고 당선되었다. 광역자치단체장이 민선으로 선출된 이래 민주당계 정당 후보가 인천광역시장에 당선된 것은 제5회 전국동시지방선거에서 송영길 前 시장이 당선된 이후 2번째이다. 박남춘 후보 또한 보수 성향이 강한 강화군과 옹진군을 제외한 모든 곳에서 승리를 거두었다. 그리고 경기도지사 선거에선 이재명 후보가 김부선과의 스캔들 논란으로 고전이 예상되었으나 56.4%의 득표율을 기록하며 35.5% 득표에 그친 자유한국당 남경필 현 지사를 여유롭게 따돌리고 당선되었다. 이재명 후보 또한 보수 성향이 강한 곳으로 평가받는 가평군과 양평군을 뺀 나머지 지역에서 모두 승리했다.
그리고 더불어민주당은 지방선거에서 최초로 부울경을 석권하는데 성공했다. 먼저 부산광역시장 선거에서 과거 3차례 출마했다가 번번이 낙선의 고배를 마셨던 오거돈 후보가 55.2% 득표율을 기록해 37.2% 득표에 그친 자유한국당 서병수 현 시장을 꺾고 4수 끝에 당선되는 기쁨을 누렸다. 오거돈 후보는 부산 내 15개 구와 1개 군 모두에서 과반 이상의 득표율을 기록하며 승리를 거두었다. 지난 제19대 대통령 선거 당시 자유한국당 홍준표 후보는 부산에서 원도심인 서구, 동구, 중구 단 3곳에서만 문재인 대통령을 상대로 승리를 거두었는데 이번 선거에선 이 3곳마저도 오거돈 후보가 승리했다. 서병수 현 시장은 앞서 언급한 원도심 3곳에서만 겨우 득표율 40%를 넘겼을 뿐 나머지 12개 구와 기장군에선 모두 40% 미만의 득표율을 기록하는데 그치며 부산의 표심이 변화되고 있음을 보여주었다. 또 울산광역시장 선거에서도 지방선거 및 국회의원 선거를 모두 합쳐 8전 8패를 기록했던 송철호 후보가 52.9% 득표율을 기록해 40.1% 득표에 그친 자유한국당 김기현 현 시장을 꺾고 무려 9번째 선거 끝에 당선되었다. 송철호 후보는 4개 구와 1개 군 모두에서 과반 이상의 득표율을 기록하며 여유롭게 승리했다. 지난 제19대 대통령 선거 당시 문재인 대통령이 자유한국당 홍준표 후보를 울산 내 모든 구, 군에서 승리했는데 그 때 결과가 그대로 재현된 셈이다. 마지막으로 경상남도지사에서도 친노 진영의 막내로 불렸던 김경수 후보가 52.8% 득표율을 기록해 43% 득표에 그친 자유한국당 김태호 후보를 꺾고 당선되었다. 김경수 후보는 지리적으로 부산과 가깝고 인구가 많은 데다 신도시 개발로 인해 젊은 유권자들이 많은 동부 경남의 김해시와 양산시, 거제시, 창원시에서 모두 과반 이상의 득표를 하며 승리했고 농촌 지대라서 노년 유권자들이 많은 서부 경남에서도 진주시와 고성군, 하동군에서 승리했다. 그 외에도 밀양시, 사천시, 통영시, 함안군, 남해군에서도 모두 45% 이상의 득표를 하며 5% 차 안팎의 접전을 펼쳐 과거에 비해 매우 선전했다.
그 밖에도 기초자치단체장 선거에서 더불어민주당은 151석을 차지해 53석에 그친 자유한국당을 트리플 스코어에 육박하는 격차로 대파했다. 서울의 경우 서초구를 제외한 나머지 24곳에서 모두 승리했고 인천 역시 강화군 1곳을 빼고 모두 승리했다. 경기도에서도 연천군과 가평군을 제외한 모든 곳에서 승리했다. 부산에서도 수영구와 서구 단 2곳만 자유한국당에 내주었고 기장군은 무소속의 오규석 현 군수가 재선에 성공해 13곳에서 승리했다. 그나마 수영구와 서구 역시 각각 1.3%, 3.5% 차로 접전 끝에 패배한 것이다. 울산에서는 5개 구, 군에서 모두 승리했으며 경상남도 역시 민주당계 정당 지지세가 강해진 동부 경남의 김해, 양산, 창원, 거제 이 4곳 외에도 통영시와 고성군, 남해군을 추가로 확보했다. 호남권에서도 광주광역시에선 5개 구에서 모두 승리했으며 전라남도에선 22개 시, 군 중 14곳에서 승리해 2/3를 차지했다. 전라북도 또한 14개 시, 군 중에서 10곳에서 승리했다. 충청권에서도 대전광역시의 경우 5개 구 모두 더불어민주당이 차지했고 충청남도의 경우 15개 시, 군 중 11곳에서 승리했으며 충청북도 역시 11개 시, 군 중 7곳에서 승리했다. 강원도 역시 16개 시, 군 중에서 무려 11곳에서 승리했다. 그 뿐 아니라 전통적 약세 지역이었던 경상북도에서도 구미시에서 장세용 후보가 당선되어 경상북도에 입성하는데 성공했다.
이렇게 지방선거에서 유례없는 대승을 거두었기에 선거 직후 문재인 대통령은 "우리 어깨가 많이 무거워졌다는 정도의 두려움이 아니라 정말 등골이 서늘해지는, 저는 등에서 식은땀이 나는 그런 정도의 두려움을 느낀다. 그 지지에 답하지 못하면, 높은 기대를 충족하지 못하면 기대는 금세 실망으로 바뀔 수 있다."고 소감을 밝히며 이 선거에서의 승리는 국민들이 더 잘하라는 뜻으로 보내준 성원이므로 이 결과에 안주하지 않고 반드시 그에 보답하고 부응해야 한다는 뜻을 보였다. 그리고 "지역으로 국민을 나누는 지역주의 정치나, 색깔론으로 국민을 편 가르는 분열의 정치가 이제 끝나게 됐다고 생각한다."며 지역주의 타파와 색깔론 청산이 이루어졌다는 평을 했다.

### 자유한국당
자유한국당은 이번 선거에서 대구광역시와 경상북도만을 간신히 지킨 이른바 TK 자민련으로 전락하고 말았다. 그나마 그 2곳에서도 과반을 살짝 넘는 득표율을 기록하는데 그쳐 과거 8 : 2 정도로 압승을 거두었던 시절과 비교하면 매우 고전한 결과였다. 대구광역시장 선거의 경우 자유한국당 권영진 현 시장이 53.7%의 득표율로 승리하긴 했지만 더불어민주당 임대윤 후보도 40%에 육박하는 득표율을 올리며 선전했다. 이것은 지난 제6회 전국동시지방선거 당시 김부겸 후보 다음으로 민주당계 정당 후보가 기록한 가장 높은 득표율이었다. 특히 달성군의 경우는 임대윤 후보가 42.1%나 득표해 51.5%를 기록한 권영진 후보와 10% 미만의 격차를 냈다. 또 달성군과 함께 대구에서도 가장 보수 성향이 강한 곳으로 유명한 달서구에서도 41.5% : 52%로 권영진 현 시장이 10.5% 차로 겨우 이겼고 더불어민주당의 김부겸 의원과 홍의락 의원의 지역구인 수성구와 북구에서도 임대윤 후보가 모두 40% 이상의 득표를 기록하며 10% 안팎의 차이로 선전했다. 권영진 후보가 60% 이상의 득표율을 기록한 곳은 서구 단 1곳 뿐이었다. 이는 대구에서의 표심도 예전에 비해 많이 달라졌다는 걸 말해주는 것이다.
경상북도 역시 이철우 후보가 52.1%의 득표율로 승리하긴 했지만 더불어민주당 오중기 후보 역시 34.3%나 득표하여 매우 선전했다. 그리고 경상북도에서도 자유한국당에 위기 신호가 감지되었다. 가령, 포항시의 경우 북구와 남구 전체 합산 결과 42.2% : 46.9%로 이철우 후보가 승리하긴 했지만 겨우 4.7% 차이였다. 경상북도에서 민주당계 정당 후보가 보수 정당 후보와 한 자리 수 격차를 낸 것은 이번이 처음이었다. 포항시 뿐이 아니다. 구미시에서도 43.1% : 45.1%로 이철우 후보가 겨우 2% 차이로 이겼다. 심지어 구미시장은 더불어민주당의 장세용 후보가 당선되었다. 칠곡군의 경우 농촌 지역임에도 불구하고 39.6% : 49.1%로 나와 오중기 후보가 10% 미만의 격차로 이철우 후보를 추격했다. 대구와 가까운 경북 남부 지역 대부분 지역에선 오중기 후보가 30% 이상의 득표를 하며 선전했다. 이철우 후보가 압승을 거둔 지역은 실상 상주시, 문경시, 예천군, 군위군, 의성군, 청송군, 영양군, 영덕군, 봉화군, 울진군 등과 같이 노년 인구가 많고 농촌 지역이 대부분인 경북 북부 지역밖에 없다고 봐도 과언이 아니다. 즉, 부울경에서 시작된 민주당계 정당 지지율 상승세가 이젠 접경 지역인 경북 남부 지역까지 확산되고 있다고 볼 수 있다.
대구광역시와 경상북도 지역을 제외하면 자유한국당은 대참패를 맞았다. 우선 1990년 1월에 있었던 3당 합당을 통해 제 2의 텃밭이 되었던 부울경 3곳이 이번 지방선거에서 모두 더불어민주당에 빼앗기고 말았다. 울산광역시의 경우 울산광역시장과 기초자치단체장 모두 빼앗겼고 부산광역시의 경우 부산광역시장과 수영구, 서구를 제외한 나머지 모든 기초자치단체장을 빼앗겼다. 특히 부산에선 현직 구청장이 7명이나 무더기로 낙선하였고 김무성의 최측근으로 분류되었던 황보승희 후보도 영도구청장 선거에서 40.5% 득표를 하는데 그치며 낙선했다. 경상남도 역시 경상남도지사 자리를 빼앗겼고 기초자치단체장에서도 민주당계 정당 지지세가 강해진 동부 경남 외에도 서부 경남의 고성군, 통영시, 남해군 등을 무더기로 뺏겼다. 그리고 이전까지 선거에서 단 1번의 낙선도 없었던 서병수, 김기현, 김태호 3명 모두 이번 선거에서 패배하면서 본인들의 선거 이력에 첫 낙선 기록이 생겼다.
그 뿐 아니라 수도권에서는 대권 잠룡으로 거론되었던 김문수와 남경필 모두 20~30% 정도에 불과한 득표율을 기록하며 모두 낙선했다. 지난 지방선거에서 탈환했던 인천광역시장 역시 박남춘 후보에게 빼앗기고 말았다. 호남에는 광주광역시와 전라남도엔 아예 후보를 공천시키지도 않았고 전라북도지사 선거에 겨우 공천시키긴 했지만 3%도 채 안 되는 득표율을 기록하는데 그쳤다. 충청권에서도 역시 대권 주자 중 하나로 꼽히는 이인제가 충청남도지사 선거에서 35.1% 득표에 그치며 양승조 후보에게 27.5% 차이로 대패했고 대전광역시장, 충청북도지사 역시 모두 패배했다. 강원도지사 선거 역시 텃밭이었던 영동권 수성에도 실패하며 무너졌다. 이번 선거에서 자유한국당은 정말 그야말로 대구광역시와 경상북도만 고전 끝에 간신히 지킨 셈이다. 그나마도 지난 선거에서 김관용 前 지사가 78%에 육박하는 득표율을 기록하며 압승한 것에 비하면 52.1%란 득표율은 매우 비교되는 수치이다. 결국 이 같은 대참패에 홍준표 대표는 사퇴를 선언했고 대구 북구 을 당협위원장 자리도 내려놓은 채 변호사 재개업에 들어가 당분간 정치 일선에서 물러나 있으려는 모습을 보였다.

### 바른미래당
바른미래당은 이번 선거에서 상처만 남았다고 해도 과언이 아니다. 우선 광역자치단체장 선거에서 바른미래당 후보들은 모두 참패를 기록했다. 공직선거법에선 후보들의 선거 비용에 대해 득표율 15% 이상일 경우 전액을 보전하고 10% 이상 ~ 15% 미만일 경우엔 반액 보전, 10% 미만의 경우엔 단 1원도 보전해주지 않는다고 되어 있는데 바른미래당 후보로서 선거 비용 전액 보전에 성공한 사람은 안철수 단 1명 뿐이고 반액 보전에 성공한 사람도 허철회와 권오을 단 2명밖에 없다. 그나마도 허철회와 권오을 역시 간신히 10%를 겨우 넘겨서 반액 보전에 성공한 것이다. 특히 안철수의 경우는 1년 전 제19대 대통령 선거에서 3위를 기록한데 이어 이번 서울특별시장 선거에서도 3위를 기록하는데 그쳤다. 그나마도 지난 대선 때는 전국에서 3등을 했을지언정 서울에서는 22.7%의 득표율로 2위를 기록했는데 이번 서울특별시장 선거에선 19.6%를 득표하는데 그쳤고 서울에 연고도 없는 김문수 후보에게도 밀리며 3위로 선거를 마쳐야 했다. 그만큼 안철수를 지지하는 민심이 갈수록 떠났다는 것을 적나라하게 보여준다고 할 수 있다. 그밖의 후보들은 사정이 더욱 안 좋다. 안철수 외에는 단 1명도 선거비용 전액 보전 기준인 득표율 15%를 넘기지 못해 고스란히 바른미래당의 채무로 돌아왔다.
광역자치단체장 뿐 아니라 기초자치단체장 역시 사정은 마찬가지로 단 1곳도 차지하지 못했다. 같은 국민의당에서 갈라져 나간 민주평화당은 그래도 전라남도 함평군, 고흥군, 해남군과 전라북도 익산시, 고창군까지 5곳에서 기초자치단체장을 배출하는데 성공했지만 바른미래당은 단 1개도 차지하지 못했다. 광역의원 역시 수도권에서 2석과 경상북도에서 1석, 제주특별자치도에서 2석을 얻는데 그쳤다. 기초의원 역시도 겨우 21명을 배출하는데 그쳐 같은 국민의당이란 뿌리에서 갈라져 나간 민주평화당이 49석을 배출한 것에 비하면 매우 초라한 결과라고 할 수 있다. 바른미래당은 이번 선거의 캐치프레이즈로 다당제 수호를 내걸었는데 선거 결과를 보면 국민들의 표심은 이 같은 바른미래당의 호소를 외면하고 있다는 것을 알 수 있다. 인천광역시장 선거 결과를 보면 당선자 더불어민주당 박남춘 후보가 57.7%, 자유한국당 유정복 후보가 35.4%를 득표해 거대 양당 후보 득표율 합이 무려 93.1%에 달했다. 지난 제19대 대통령 선거 당시 인천에서 문재인 대통령이 41.2%, 홍준표 후보가 20.9%를 득표해 거대 양당 후보 득표율 총합이 62.1%에 불과했던 것과 비교하면 크게 비교되는 수치가 아닐 수 없다. 경기도지사 선거 역시 크게 다르지 않다. 지난 제19대 대통령 선거 당시 경기도에서 문재인 대통령이 42.1%, 홍준표 후보가 20.8%를 득표해 거대 양당 후보의 득표율 총합이 63% 정도에 불과했지만 이번 선거에선 더불어민주당 이재명 후보가 56.4%, 자유한국당 남경필 후보가 35.5%로 양당 후보의 득표율이 92%에 육박했다.
다른 지역에서도 결과는 크게 다르지 않았다. 1년 전 대선 당시엔 호남 지역을 제외하면 대체로 거대 양당인 문재인 현 대통령과 홍준표 당시 대선 후보의 득표율 합은 대체로 60%대 중반~70%대 초반 정도였는데 이번 선거에선 거대 양당 후보의 득표율이 90%를 넘겼다. 다시 말해 국민들이 다당제보다 양당제를 더 선호한다는 것을 말해주는 것이다. 그나마 서울특별시장 선거에선 당선자 더불어민주당 박원순 후보가 52.8%를 득표했고 2위 자유한국당 김문수 후보가 23.3%를 득표하는데 그쳐 두 사람의 득표율 합이 76.1%에 불과했고 제 3당 후보인 안철수가 20% 조금 안 되는 득표율을 기록하긴 했다. 하지만 이 역시도 서울시민들이 다당제를 선호해서라기보다는 그나마 안철수가 대선까지 출마했던 거물급 정치인이었기에 가능했다는 분석이 대부분이다. 서울을 제외하면 바른미래당 후보들은 세종특별자치시장 선거에 나섰던 허철회와 경상북도지사 선거에 나섰던 권오을만이 간신히 10%를 넘겼을 뿐 나머지는 모두 한 자리 수 득표에 그쳤다. 그밖에도 같은 날 치러졌던 2018년 재보궐선거에서도 바른미래당은 지역구를 추가로 획득하기는커녕 오히려 본래 자신들 지역구였던 서울특별시 노원구 병과 송파구 을을 더불어민주당에 빼앗기며 수성에도 실패했다.
이런 대참패로 인해 안철수는 결국 딸 안설희 양의 학위수여식 참석을 위해 미국으로 출국할 예정이라고 밝히며 미국을 다녀온 후 자신의 거취에 대해 밝힐 것이라고 발표했다. 그리고 예정대로 미국으로 떠났는데 이에 대해 바른미래당 내부에서도 안철수를 향해 '도피성 출국'이라고 비난하는 목소리가 들끓었다. 동작구청장 선거 후보로 출마했던 장진영 前 후보는 "결과가 이렇게 나타났기 때문에 같이 위로하고 같이 눈물을 흘려줘야 된다. 그게 대장으로서의 최소한의 책무다."고 안철수를 비난했다. 그리고 7월 12일, 안철수는 정치 일선에서 후퇴해 독일로 유학을 떠날 것이라고 밝히며 "국민이 부르지 않으면 다시 정치권에 못 돌아올 것"이란 말과 함께 정계를 영영 떠나는 것이 아니라는 뉘앙스로 여운을 남겼다. 그런데 그렇게 독일로 간다고 해놓고선 8월 말에 여전히 한국에 머물고 있는 것으로 드러났고 기자가 서울 마포구에 있는 그의 싱크탱크 사무실에서 우연히 조우한 안철수에게 인터뷰를 했지만 뒤도 돌아보지 않고 도망을 다니는 모습을 연출해 크게 빈축을 샀다. 거기다 이보다 한 달 전에 정의당의 故 노회찬 의원이 사망했는데 국내에 있으면서도 그의 조문도 하지 않았기 때문에 네티즌들의 비난이 거세졌다. 결국 안철수는 9월 1일에 독일로 출국했다.

### 민주평화당
민주평화당은 같은 국민의당에서 갈라져 나온 바른미래당에 비하면 좀 더 나은 성적표를 받았다. 기초자치단체장조차 하나도 배출하지 못한 바른미래당에 비하면 민주평화당은 원내 의석 수에서 2배 이상 밀리는데도 불구하고 전라남도에 3곳과 전라북도에 2곳까지 총 5곳에서 기초자치단체장을 배출하는데 성공했다. 이렇게 결과가 나온 이유는 민주평화당은 그래도 호남이라는 확고한 지역기반이 있었지만 바른미래당은 그런 지역기반이 없었기 때문으로 분석된다. 하지만 호남 이외의 지역에서 민주평화당의 성적표는 매우 좋지 못하다. 이 때문에 대구, 경북 이외의 지역에서는 좋은 성적을 내지 못한 자유한국당을 TK 자민련이라고 부르는 것에 빗대어 민주평화당을 호남 자민련으로 칭하는 경우가 많다. 그만큼 호남 이외의 지역에서 민주평화당의 지지세는 매우 약한 편이다.
그렇다고 호남의 민심이 꼭 민주평화당을 선호하는 것도 아니다. 우선 민주평화당은 이번 선거에서 호남의 중심지라 할 수 있는 광주광역시장에 후보를 내보내지도 못했다. 그리고 전라남도지사 선거에선 민주평화당의 민영삼 후보가 더불어민주당 김영록 후보에게 10.6% : 77.1%로 7.7배 차이로 대패하였다. 공직선거법 기준으로 득표율 10.6%는 선거 비용 반액 보전에 해당하는 기준이다. 즉, 호남 지역 정당임에도 불구하고 선거 비용 전액 보전 기준에도 못 미치는 득표율을 기록했다는 뜻이다. 전라북도지사 선거 역시 마찬가지다. 민주평화당의 임정엽 후보는 더불어민주당 송하진 현 지사에게 19.1% : 70.6%로 대패했다. 즉, 전라남도와 전라북도 2곳에서 모두 득표율 20%도 못 넘겼다는 것을 알 수 있다.